# Гильдебранд, Ганс Олаф
Ханс Олаф Гильдебранд (швед. Hans Olof Hildebrand; 5 апреля 1842[…], Приход Марии Магдалины — 2 февраля 1913[…], Оскар) — шведский историк культуры, писатель и археолог.

## Биография
Родился 5 апреля 1842 года в приходе Марии Магдалины на острове Сёдермальм в Стокгольме. Сын археолога и нумизмата Брора Эмиля Гильдебранда.
Учился в начальной школе Марии Магдалины и стокгольмской гимназии. В 1860 году поступил в Уппсальский университет.
Был главным секретарем Международного антропо-археологического конгресса в Стокгольме (1874); состоял профессором доисторической археологии в Стокгольмском университете. Член-корреспондент СПбАН c 05.12.1892 — по историко-филологическому отделению (разряд историко-политических наук).
Умер 2 февраля 1913 года в приходе Оскара в Эстермальме в Стокгольме.

## Труды
- «Svenska folket under hedna tiden»;
- «Lifvet p å Island under sagotiden»;
- «Africa i våre dagar»; «De forhistorica folken in Europa»;
- «Den Kirkliga Konsten in Swerige under medeltiden»;
- «Troas och Homeros' Troja»;
- «Sweriges medellid»;
- «Trånäldre tidëd».